# Henry Olsson
Karl Henry Olsson (18 avril 1896 - 11 janvier 1985) est un érudit littéraire suédois. Il est professeur d'histoire littéraire et poétique à l'Université de Stockholm et membre de l'Académie suédoise.

## Jeunesse
Olsson est né dans la paroisse de Köla, l'actuelle municipalité d'Eda dans la partie la plus à l'ouest du Värmland. Après avoir terminé ses études à Karlstad, il devient étudiant à l'université d'Uppsala en 1914 et étudie la littérature, en particulier la poésie, de Henrik Schück, Martin Lamm et Anton Blanck. Il obtient un baccalauréat en 1918, une licence en 1921 et une maîtrise en 1924.

## Carrière
Les écrits et les recherches d'Olsson se concentrent sur la poésie suédoise du XIXe siècle, notamment les poètes Carl Jonas Love Almqvist, qui fait l'objet de sa thèse de doctorat à l'Université de Stockholm en 1927, Gustaf Fröding et Carl Snoilsky. Il s'intéresse particulièrement à la littérature de sa province natale, le Värmland : Almqvist réside une grande partie de sa vie à Köla, lieu de naissance d'Olsson, et Fröding est né à Värmland et écrit une partie de sa poésie dans le dialecte local. Dans un livre publié par Olsson dans les années 1970, il se souvient avoir lu la nouvelle de la mort de Fröding en 1911, qui l'avait fortement affecté.
En 1936, Olsson postule pour le poste de professeur de littérature à l'Université de Lund, et ses deux anciens professeurs Lamm et Blanck soutiennent tous deux sa candidature. Le savant danois Poul V Rubow, cependant, déconseille fortement à Olsson de postuler, et Olsson décide de retirer sa candidature. En 1945, il est élu pour succéder à Lamm en tant que professeur d'histoire littéraire et de poétique à l'université de Stockholm, poste qu'il occupe jusqu'à sa retraite en 1961.
Il est élu membre de l'Académie suédoise en 1952 et est membre du Comité Nobel du prix de littérature entre 1960 et 1971.

## Vie privée
Olsson épouse Birgit Louise Ekelund de Fryksände dans le Värmland en 1926.
Il meurt à Stockholm en 1985  et est enterré à Skogskyrkogården.